# هارولد روبرت هارون
هارولد روبرت هارون (بالإنجليزية: Harold Robert Aaron)‏ هو عسكري أمريكي، ولد في 21 يونيو 1921 في إنديانا في الولايات المتحدة، وتوفي في 30 أبريل 1980 في Fort Belvoir ‏ في الولايات المتحدة.